# Selma (Teksas)
Selma – miasto w Stanach Zjednoczonych, w stanie Teksas, w hrabstwie Bexar.